# Gianrico Ruzza
Gianrico Ruzza (* 14. února 1963, Řím) je italský římskokatolický duchovní, biskup Civitavecchia-Tarquinia a Porto-Santa Rufina.

## Život
Narodil se 14. února 1963 v Římě.
Vstoupil do Papežského římského většího semináře. Na Papežské univerzitě Gregoriana získal licenciát z kanonického práva a doktorát z Papežské lateránské univerzity. Dne 16. května 1987 byl kardinálem Ugem Poletti vysvěcen na kněze. Stal se asistentem v Papežském římském větším semináři.a roku 1991 jeho vicerektorem.
Vykonával funkci sekretáře pastorační rady diecéze a později ředitele diecézního úřadu pro klérus. V červenci 1997 mu byl udělen titul Kaplan Jeho Svatosti. Zastával další administrativní a pastorační funkce. Před jmenováním biskupem byl farářem u San Roberto Bellarmino a prefektem VI. prefektury.
Dne 8. dubna 2016 jej papež František jmenoval pomocným biskupem diecéze Řím a titulárním biskupem ze Subaugusty. Biskupské svěcení přijal 11. června z rukou kardinála Agostina Vallini a spolusvětiteli byli arcibiskup Filippo Iannone a biskup Guerino Di Tora. Dne 10. října 2016 mu byla přidaná funkce preláta sekretáře diecéze Řím. Tento úřad zastával do 24. května 2019.
Dne 18. června 2020 byl ustanoven biskupem Civitavecchia-Tarquinia. Dne 5. května následujícího roku se stal apoštolským administrátorem suburbikální diecéze Porto-Santa Rufina a 12. února 2022 byly obě diecéze spojeny in persona episcopi, tzn. pod úřad jednoho biskupa.